# Странджа (защитена зона)
Странджа е защитена зона от Натура 2000 по директивата за опазване на дивите птици. Обхваща части от Странджа. Заема площ от 116 389,4 ha.

## Граници
На юг и югозапад следва държавната граница с Турция, на изток – Черно море между Царево и село Резово, а на север – по рида Босна, който е главен вододел между реките Велека, Ропотамо, Факийска, Изворска, Дяволска и Китенска. Главната река, протичаща през защитената зона е Велека с нейния водосборен басейн. По-малка част от територията се пада на водосбора на граничната река Резовска.

## Флора
В защитената зона доминират широколистните гори с подлес от лавровидни храсти и средиземноморски видове. Високите части са обрасли с дъбови гори от източен горун, благун, цер, смесени с източен бук и други дървесни видове. Естествени гори от източен бук с богат подлес от вечнозелени храсти заемат доловете и по склоновете. В подлеса на буковите и горуновите гори се срещат някои терциерни реликти – странджанска зеленика, странджанска боровинка, странджанско бясно дърво, мушмула и други. Откритите пространства са представени с ливади, пасища, горски поляни, смесени със степни растителни съобщества от пасищен райграс, обикновен сеноклас, броеничеста ливадина и едногодишни бобови и житни треви.
Изоставените ниви заемат голяма част от откритите пространства. Поречията са обрасли с крайбрежни храсталаци и горска растителност – бяла върба, тритичинкова върба и елша и периодично заливани участъци с водолюбива растителност. За устиетата на реките Велека и Резовска са характерни лонгозните гори с преобладаване на полски ясен. Сравнително малък е относителният дял на крайбрежните скали и пясъчни плажове със сухолюбива растителност, както и на земеделските площи.

## Фауна
В защитената зона са установени 260 вида птици, от които 108 са включени в Червената книга на България. Срещат се черен щъркел, орел змияр, малък креслив орел, скален орел, малък орел, сив кълвач, среден пъстър кълвач, белогръб кълвач, горска чучулига, голям маслинов присмехулник, градинска овесарка, полубеловрата мухоловка, земеродно рибарче, голяма пъструшка и средиземноморски буревестник.
По време на миграция се наблюдават 5 световнозастрашени вида – малък корморан, къдроглав пеликан, белоока потапница, ливаден дърдавец и водно шаварче. Почти всички щъркели и грабливи птици, прелитащи по черноморския прелетен път Виа Понтика преминават над Странджа планина, като грабливите птици често нощуват в горите.